# Buchholzia coriacea
Pour les articles homonymes, voir Mban et kola.
La plante est appelée « wonderful kola ». Ne pas la confondre avec Centella asiatica, également appelée de la sorte.
Espèce
Buchholzia coriacea est une plante de la forêt tropicale de l'ouest de l'Afrique, du genre Buchholzia (sv), décrite en 1886 par Engler. La plante est connue sous le nom de mban ou mbàn en eton et entre dans la cuisine camerounaise. Depuis les années 2010, la recherche pharmacologique s'intéresse aux effets que peuvent avoir les différentes substances extraites de la plante, en particulier de ses graines et de ses feuilles. La graine est commercialisée sous le nom de « wonderful kola ».

## Description
La plante doit son nom à l'herpétologiste Reinhold Wilhelm Buchholz, qui collecta les premiers spécimens au Kamerun, alors colonie allemande, à la fin du XIXe siècle.
La plante se présente comme un arbre de sous-bois à feuillage persistant pouvant atteindre 18 m de hauteur. Son bois est rouge foncé. Ses fleurs sont de couleur crème. Les fruits sont jaunes lorsqu'ils sont mûrs. Ses feuilles sont larges et brillantes, obovales et oblancéolées à elliptiques ; l'écorce est lisse, brun-noir ou vert foncé.
On le trouve principalement dans l'ouest de l'Afrique, depuis la Guinée jusqu'à la forêt du Cameroun, au Gabon, au sud du Nigeria et du Ghana. On le trouve également au cœur des villages libériens, du fait de ses nombreuses applications dans la pharmacopée traditionnelle, mais son existence endémique au Libéria reste incertaine.
Il n'est pas fait état de sous-espèce dans le Catalogue of Life. Les appellations synonymes d'autres botanistes sont :
- Buchholzia engleri, Gilg 1903.
- Buchholzia macrophylla, Pax 1891.

## Utilisation
Les graines de Buchholzia coriacea sont utilisées dans la cuisine camerounaise. Râpées et mélangées avec du citron vert et du piment ou des fourmis, elles sont consommées comme excitant ou aphrodisiaque,.
L'usage médicinal est beaucoup plus fréquent. Les populations de la région d'Idemili, dans l'État d'Anambra au Nigeria font un usage médicinal des feuilles de la plante, comme antidiarrhéique ou sous forme de cataplasme appliqué sur les ulcères et les brûlures. Au Gabon, on utilise une décoction de feuilles comme lotion contre la gale, la graine comme antihelminthique et l'administration par inhalation permet de lutter contre la variole et les démangeaisons cutanées. En Côte d'Ivoire, l'arille violette entourant les graines est mâchée pour servir de purgatif, et l'écorce réduite en pulpe sert en inhalation contre la congestion nasale. Au Libéria, elle sert de médicament contre les parasitoses intestinales. S'appuyant sur ces usages traditionnels, la graine est commercialisée sur internet sous le nom de « wonderful kola ». Appelée « kabo » chez les Isongos en Centrafrique, les graines sèches sont utilisées contre le diabète, à raison de quelques graines séchées par jour.
Les études sur la composition de la graine de Buchholzia coriacea ont révélé la présence de nombreux composés : alcaloïdes, saponines, résines, flavonoïdes, hétérosides cyanogènes, digitaliques, tanins, stéroïdes, terpénoïdes, et anthraquinones. De fait, l'industrie pharmaceutique s'intéresse aux diverses applications médicinales, par exemple aux effets antidiabétiques,,, contraceptif masculin ou antispasmodiques et antidiarrhéiques des extractions méthanoliques tirées des graines et des feuilles de la plante.
D'un point de vue curatif, l'étude menée en 2010 par Adisa, Choudhary et Olorunsogo apporte de bons résultats quant aux effets hypoglycémiques et antioxydants de l'extrait éthanolique et de la fraction butanolique des glycosides flavonoïdes se trouvant dans la plante, tout comme l'étude de 2013 menée par Olaiya et Omolekan vient prouver un effet antihypercholestérolémique de l'extrait éthanolique. L'étude de 2012 menée par Anowi, Ike, Ezeokafor et Ebere vient confirmer l'usage ancestral des populations du centre du Nigeria comme antidiarrhéique.
Concernant les pistes menant à la mise au point de nouveaux traitements antibiotiques, les valeurs antibactériennes des extraits hexanolique et méthanolique des feuilles ont été testés en 2008 et 2011, celles des composés phytochimiques emportés par les extractions méthanolique et éthanolique de Buchholzia coracea en 2009 ; il en ressort alors que leurs effets méritent de plus amples études en termes d'effets toxicologiques avant d'envisager un usage médicamenteux. L'étude menée par Nweze, Anene et Asuzu en 2011 montre toutefois que la plante n'a aucun effet dans la lutte contre la trypanosomiase causée par Trypanosoma congolense, la nagala. Mais l'étude de 2011 menée par Onyekaba, Autre et Anie montre des résultats comparables à ceux de la gentamicine et du tioconazole sur des agents pathogènes comme le Staphylocoque doré, Bacillus subtilis, Escherichia coli, Klebsiella spp. ou Candida albicans.

## Autre source
La plante a été utilisée, conjointement avec d'autres plantes de la région, pour un Essai de géographie linguistique du Congo-Brazzaville. Certaines appellations de l'arbre sont listées par le site xycol, qu'il s'agisse des noms vernaculaires ou de noms donnés après l'arrivée des Européens, comme « cola pimenté » ou « oignon de gorille » en français, « musk tree » en anglais.